# Букатівка
Букатівка (рос. Букатовка) — село у Воскресенському районі Саратовської області Російської Федерації.
Населення становить 354 особи. Належить до муніципального утворення Синодське муніципальне утворення.

## Історія
Населений пункт розташований у межах українського історичного та культурного регіону Жовтий Клин.
Від 23 липня 1928 року в складі Вольського округу Нижньо-Волзького краю. Орган місцевого самоврядування від 2004 року — Синодське муніципальне утворення.

## Населення
| 2010 | 2014 | 2015 |
| ---- | ---- | ---- |
| 305  | ↗374 | ↘354 |